# Иньянгани
Иньянгани (англ. Mount Nyangani) — гора в Зимбабве.
Гора Иньянгани является высочайшей точкой Зимбабве. Высота её достигает 2592 метров. Иньянгани находится на территории провинции Маникаленд, на крайнем востоке страны, в высокогорье, севернее города Мутаре, в зоне Национального парка Ньянга.
На склонах Инбянгани находятся истоки нескольких рек Южной Африки, в том числе Пунгве и Одзи.